# Брина, Франческо
Франческо Брина (итал. Francesco Brina; 1540, Флоренция, Тоскана — 3 марта 1586, Флоренция) — итальянский живописец периода маньеризма флорентийской школы.

## Биография
Американский историк искусства Сидней Джозеф Фридберг приписывает ученичество Брины Ридольфо дель Гирландайо, но, возможно, и его ученику Микеле ди Ридольфо, он же Микеле Тозини, утверждая, что художник следовал «наиболее консервативной адаптации манеры Вазари».
Произведения Брины в основном ограничиваются алтарными картинами с образом Мадонны с Младенцем (madonneri), перефразируя в этом также композиции Андреа дель Сарто. Франческо Брина помогал Вазари в росписях Палаццо Веккьо во Флоренции. Некоторые из его произведений находятся в церкви Санта-Феличита во Флоренции.
Среди его помощников был его брат Джованни, умерший в 1599 году, который усвоил его индивидуальный стиль.
В санкт-петербургском Эрмитаже имеется картина Франческо Брины «Святое семейство».

## Галерея

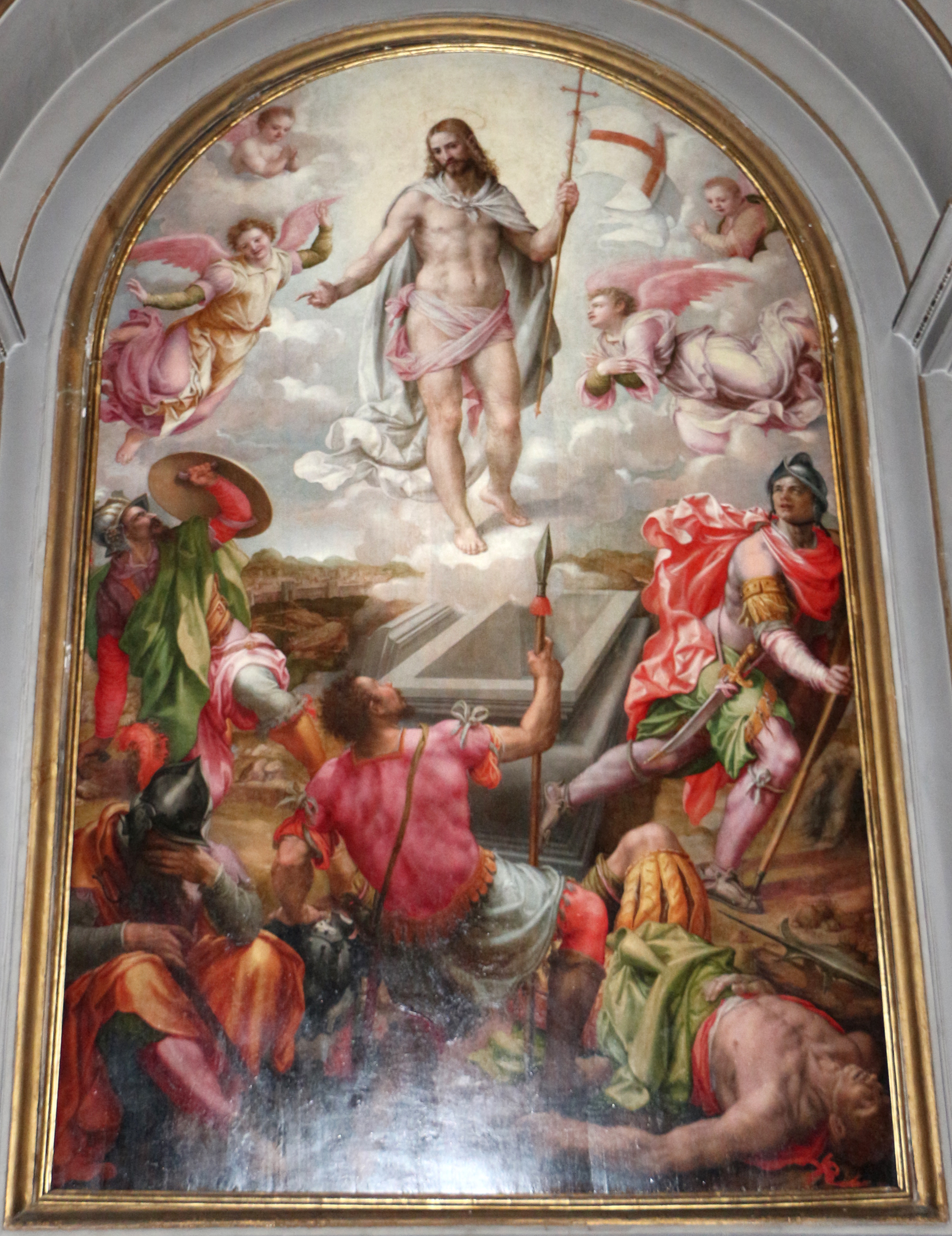
Воскресение Христа. 1570. Дерево, масло. Церковь Сан-Микеле-Висдомини, Флоренция
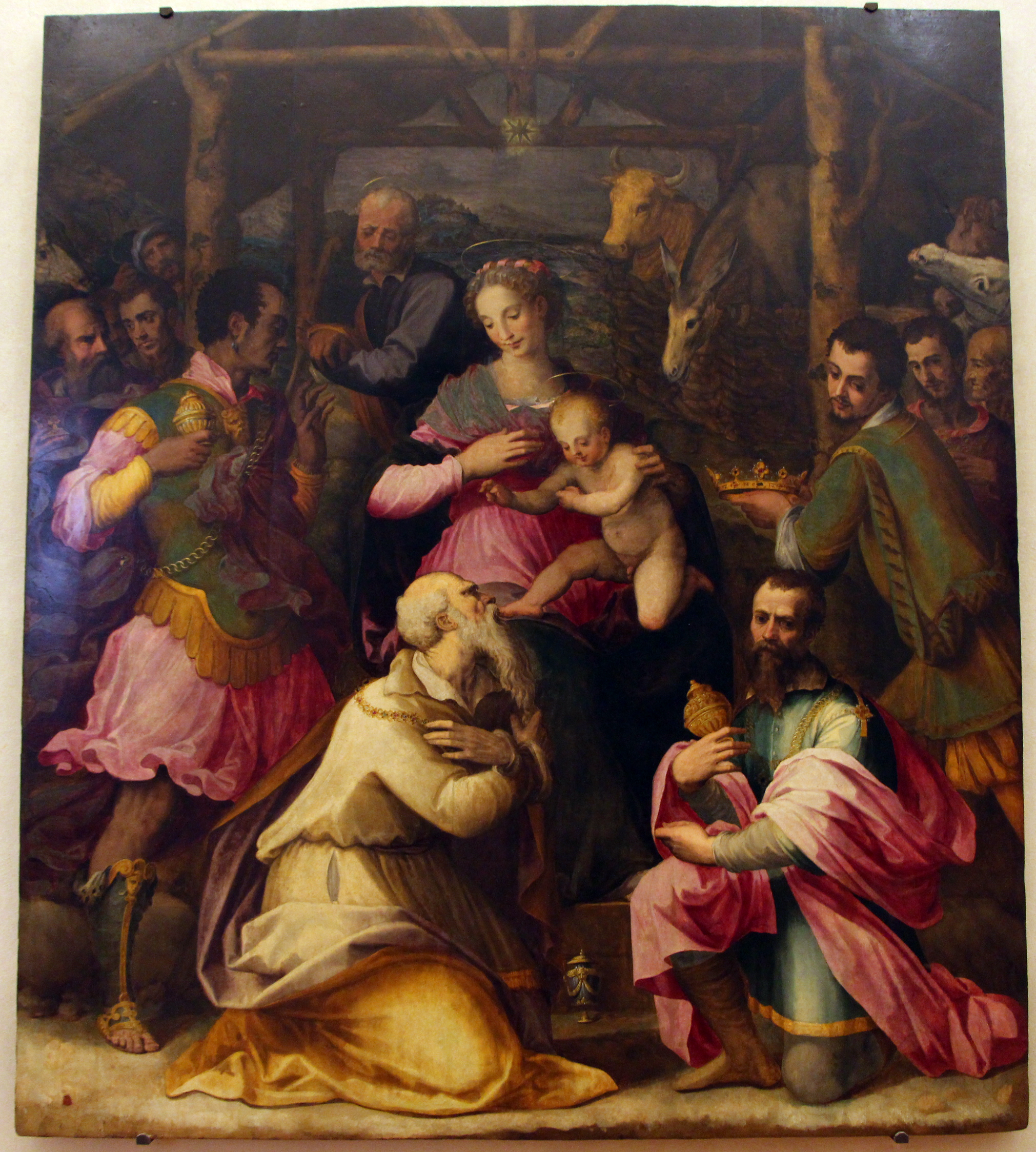
Поклонение волхвов. Музей Тайной вечери Андреа дель Сарто, Флоренция
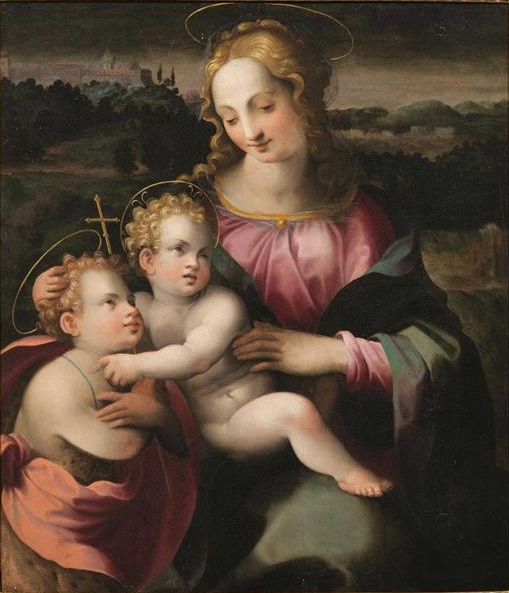
Мадонна с младенцами Иисусом и Иоанном. Дерево, масло. Частное собрание
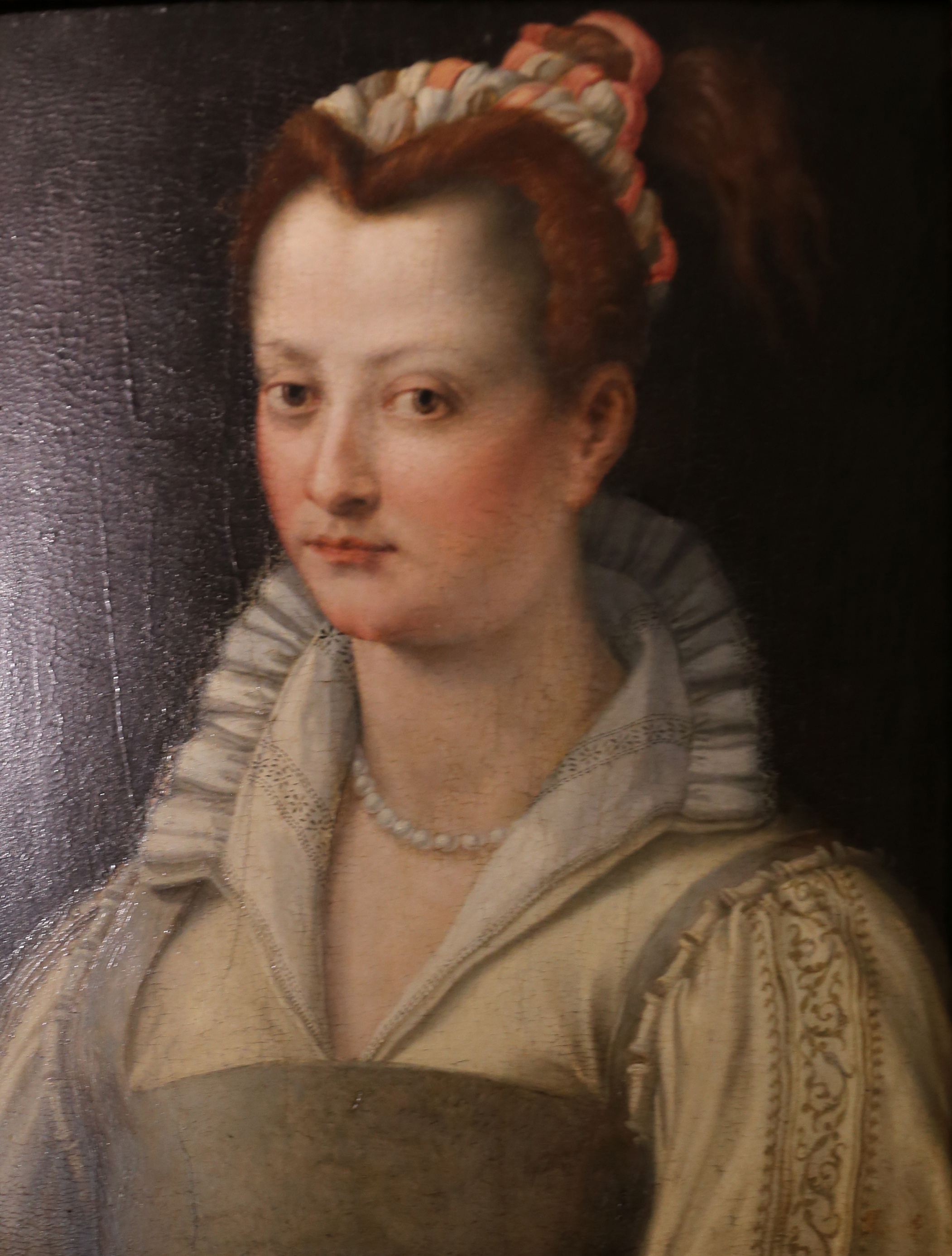
Портрет Элеоноры ди Гарсия ди Толедо (мастерская ?). Дерево, масло. Муниципальный музей, Монтепульчано
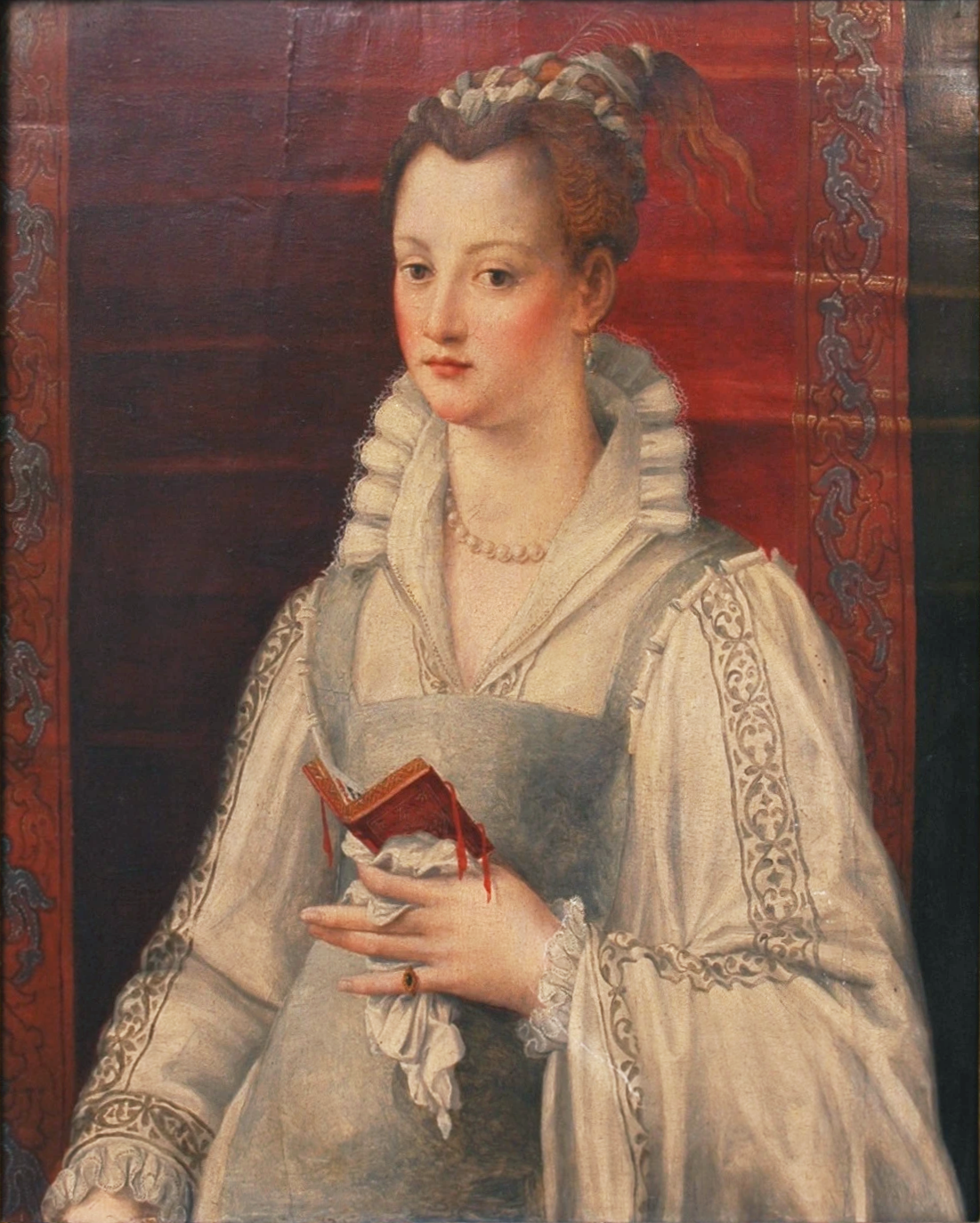
Портрет Элеоноры ди Гарсия ди Толедо. Ок. 1571. Частное собрание (?)